# 투르크메니스탄 의회

투르크메니스탄 의회(투르크멘어: Mejlis)는 2021년 3월부터 투르크메니스탄 국가평의회 하원이다. 이 선거구는 125명의 회원을 가지고 있으며 5년 임기의 단임제로 선출되었다.

## 구성
의장과 부위원장 외에도, 의회는 다음과 같은 위원회로 구성된다.
인권 및 자유 보호,
규정,
과학, 교육, 문화 및 청소년 정책,
경제 문제,
사회 정책,
국제 및 의회 간 관계,
환경 보호, 자연 이용 및 농공단지,
지역 대표 기관 및 자치 단체와 협력합니다.

## 역사
원래, 투르크메니스탄은 인민 평의회와 권력을 공유했다. 2018년 이후 국민의회는 2020년 공식화된 의회기구로 복원됐다.
2003년 법률은 의회의 권한을 축소하고 인민평의회의 권한을 강화했다. 이것은 2008년까지 국회가 합법적으로 해체될 수 있고 대통령이 이끌었으며 더 이상 헌법을 개정할 수 없다는 것을 의미했다. 이후 인민평의회는 2008년 구르반굴리 베르디무하메도프가 마련한 새 헌법에 의해 좌천되고 장로회의로 개편돼 단원제 국회가 됐다.
하지만 베르디무하메도프 대통령은 2016년 9월 새 헌법을 채택한 데 이어 2017년 10월 10일 장로위원회를 다시 인민평의회로 탈바꿈시키는 칙령을 발표했다. 2018년 지방선거 이후 처음으로 상원 회의가 열렸다. 상원 선거는 2021년 3월 28일에 실시되었다.
현재 의장은 2023년 4월 6일에 취임한 두냐고젤 굴마노바이다. 굴리삿 맘메도바 전 의장으로부터 뒤를 이었다.